# Sliepkovce
Sliepkovce (in ungherese Dénesújfalu) è un comune della Slovacchia facente parte del distretto di Michalovce, nella regione di Košice.